# Lista över dalar på Mars

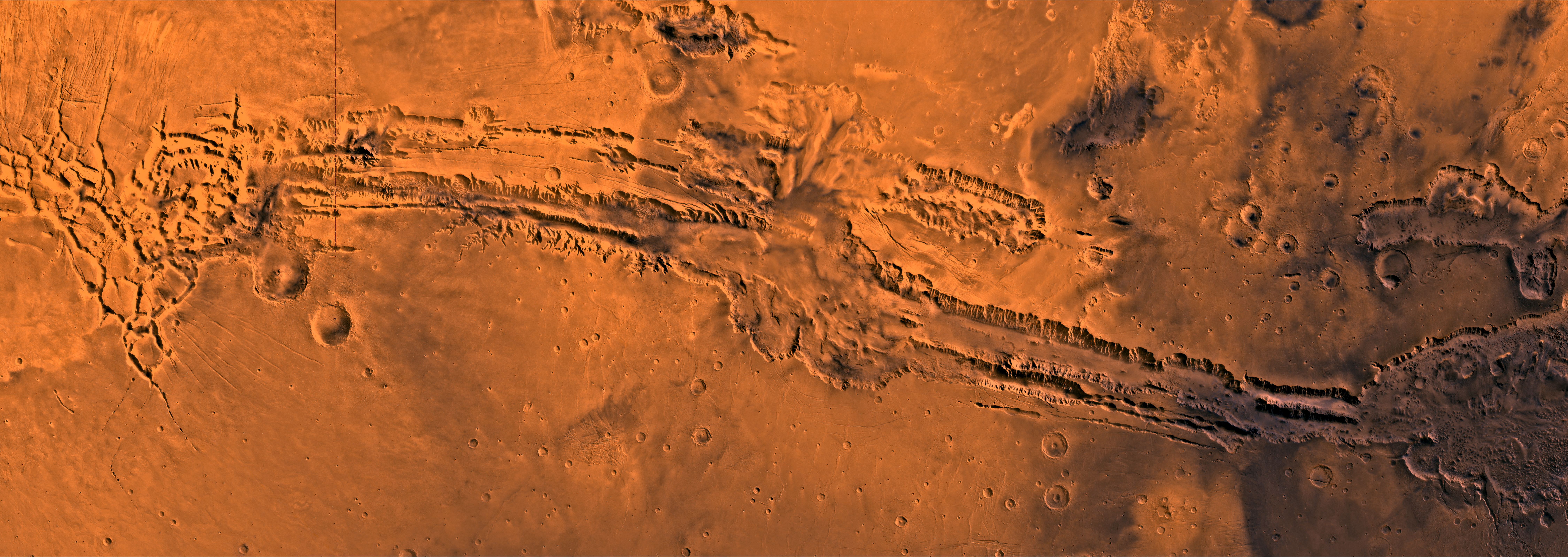
Valles Marineris

Lista över dalar på Mars

## Listan i alfabetisk ordning
- Abus Vallis
- Al-Qahira Vallis
- Allegheny Vallis
- Anio Valles
- Apsus Vallis
- Arda Valles
- Ares Vallis (landningsstället för Mars Pathfinder)
- Arnus Vallis
- Asopus Vallis
- Athabasca Valles
- Auqakuh Vallis
- Axius Valles
- Bahram Vallis
- Brazos Valles
- Buvinda Vallis
- Chico Valles
- Clanis Valles
- Clasia Vallis
- Clota Vallis
- Coogoon Valles
- Cusus Valles
- Dao Vallis
- Deva Vallis
- Dittaino Valles
- Doanus Vallis
- Drava Valles
- Drilon Vallis
- Dubis Vallis
- Durius Valles
- Dzigai Vallis
- Elaver Vallis
- Enipeus Vallis
- Evros Vallis
- Frento Vallis
- Granicus Valles
- Grjot Vallis
- Harmakhis Vallis
- Hebrus Valles
- Her Desher Vallis
- Hermus Vallis
- Himera Valles
- Hrad Vallis
- Huo Hsing Vallis
- Hypanis Valles
- Hypsas Vallis
- Iberus Vallis
- Indus Vallis
- Isara Valles
- Ituxi Vallis
- Kasei Valles
- Labou Vallis
- Ladon Valles
- Licus Vallis
- Liris Valles
- Lobo Vallis
- Locras Valles
- Loire Valles
- Louros Valles
- Ma'adim Vallis
- Mad Vallis
- Maja Valles
- Mamers Valles
- Mangala Valles
- Marte Vallis
- Matrona Vallis
- Maumee Valles
- Mawrth Vallis
- Minio Vallis
- Mosa Vallis
- Munda Vallis
- Naktong Vallis
- Nanedi Valles
- Naro Vallis
- Nestus Valles
- Nia Vallis
- Nicer Vallis
- Niger Vallis
- Nirgal Vallis
- Ochus Valles
- Oltis Valles
- Osuga Valles
- Padus Vallis
- Pallacopas Vallis
- Paran Valles
- Patapsco Vallis
- Protva Valles
- Rahway Valles
- Ravi Vallis
- Ravius Valles
- Reull Vallis
- Rhabon Valles
- Rubicon Valles
- Runa Vallis
- Sabis Vallis
- Sabrina Vallis
- Samara Valles
- Scamander Vallis
- Senus Vallis
- Sepik Vallis
- Shalbatana Vallis
- Silinka Vallis
- Simud Vallis
- Stura Vallis
- Subur Vallis
- Surinda Valles
- Surius Vallis
- Tader Valles
- Tagus Valles
- Taus Vallis
- Termes Vallis
- Teviot Vallis
- Tinia Valles
- Tinjar Valles
- Tinto Vallis
- Tisia Valles
- Tiu Valles
- Trebia Valles
- Tyras Vallis
- Uzboi Vallis
- Valles Marineris (Den största sprickan i hela solsystemet)
- Varus Valles
- Vedra Valles
- Vichada Valles
- Vistula Valles
- Walla Walla Vallis
- Warrego Valles